# 87. Sinfonie (Haydn)
Die Sinfonie Nr. 87 in A-Dur (Hob. I:87) komponierte Joseph Haydn im Jahr 1785. Sie gehört zur Reihe der Pariser Sinfonien.

## Allgemeines

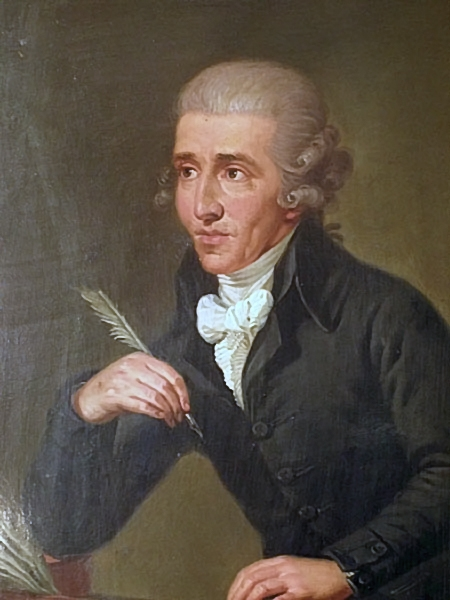
Joseph Haydn (Gemälde von Ludwig Guttenbrunn, um 1770)

Die Sinfonie Nr. 87 gehört zusammen mit den Sinfonien Nr. 82 bis 86 zu den sogenannten „Pariser Sinfonien“. Es handelt sich um Auftragskompositionen für das Pariser „Le Concert de la Loge Olympique.“ Entgegen ihrer Nummer handelt es sich wahrscheinlich um die chronologisch erste Sinfonie der Reihe.

## Zur Musik
Besetzung: Flöte, zwei Oboen, zwei Fagotte, zwei Hörner, zwei Violinen, Viola, Cello, Kontrabass. Über die Beteiligung eines Cembalo-Continuos in Haydns Sinfonien bestehen unterschiedliche Auffassungen.
Aufführungszeit: ca. 20 bis 25 Minuten (je nach Einhalten der vorgeschriebenen Wiederholungen).
Bei den hier benutzten Begriffen der Sonatensatzform ist zu berücksichtigen, dass dieses Schema in der ersten Hälfte des 19. Jahrhunderts entworfen wurde (siehe dort) und von daher nur mit Einschränkungen auf die Sinfonie Nr. 87 übertragen werden kann. – Die hier vorgenommene Beschreibung und Gliederung der Sätze ist als Vorschlag zu verstehen. Je nach Standpunkt sind auch andere Abgrenzungen und Deutungen möglich.

### Erster Satz: Vivace
A-Dur, 4/4-Takt, 201 Takte

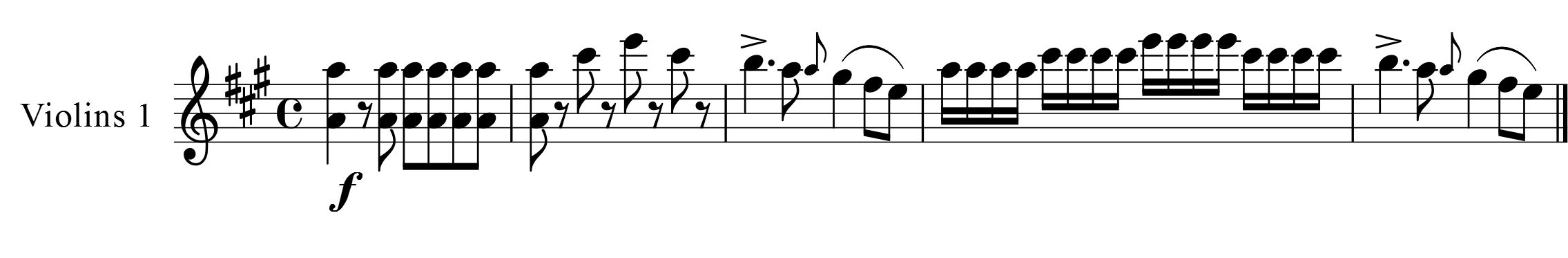
Beginn des Vivace

Das Vivace eröffnet im ganzen Orchester forte mit dem ersten Thema, das aus drei Motivbestandteilen aufgebaut ist: energisches Tonwiederholungsmotiv auf A, A-Dur – Dreiklang in Achteln, Schlussfloskel abwärts mit ähnlichem Rhythmus wie das Tonwiederholungsmotiv (Takt 1 bis 3). Der Bass begleitet die stimmführende 1. Violine in durchlaufender Achtelbewegung. Der Rhythmus des Tonwiederholungsmotivs und die durchlaufende Achtelbewegung sind für den ganzen Satz prägend und tragen zum vorwärtstreibenden Impuls bei. Der A-Dur – Dreiklang und die Schlusswendung werden wiederholt, wobei der Dreiklang in tremoloartige Sechzehntel aufgelöst ist (Takt 4 und 5).
Eine mehrfach wiederholte Unisono-Floskel (zunächst nur in den Streichern und im Fagott, dann auch in den übrigen Instrumenten) führt zu einer Passage, die durch ein Motiv aus drei betonten halben Noten gekennzeichnet ist. Am Beginn wird dieses Dreitonmotiv mit dem Tonrepetitionsmotiv und der Schlussfloskel vom ersten Thema kombiniert, wobei die halben Noten eine Sexte abwärts bilden und der Bass versetzt zu den Oberstimmen einsetzt. Anschließend treten die betonten Halben Noten – nun eine in Sekunden aufsteigende Linie bildend – dominant in Erscheinung: Begleitet von einem schwebenden Staccato-Achtelteppich im Piano, werden sie neben den Streichern auch von den solistischen Holzbläsern aufgegriffen (in Takt 27 sogar in der Umkehrung, d. h. als Bewegung abwärts). Über ein lang ausgezogenes H-Dur (Doppeldominante) und ein Crescendo wird dabei die folgende Forte-Passage in der Dominanten E-Dur angekündigt. Diese (ab Takt 37, je nach Standpunkt als „zweites Thema“ interpretierbar) enthält als wesentliche Elemente ein Motiv aus Dreiklangsbrechungen (der Rhythmus entspricht dem Tonrepetitionsmotiv vom Satzanfang), eine fallende Linie in abgesetzter Bewegung sowie eine Vorschlagsfloskel.
Die anschließende Schlussgruppe in E-Dur kontrastiert zum vorigen Geschehen: Auf einem Teppich aus Achtel-Tonrepetition schwebend, folgt ein Tonleiterlauf aus sechs Tönen jeweils in Gegenbewegung zwischen 1. Violine (aufwärts) und Viola (abwärts). Der Rhythmus ist wiederum mit dem Tonwiederholungsmotiv vom Satzanfang identisch. Eine sangliche Linie, die mit zwei halben Noten eingeleitet wird, führt zum kurzen Forte-Einsatz des ganzen Orchesters mit Tremolo und der Vorschlagsfloskel aus Takt 43. Der vorwärtstreibende Achtelimpuls läuft jedoch noch weiter: erst nach einem weiteren Auftritt des Tonleitermotivs endet die Exposition pianissimo. Sie wird wiederholt.
Der Beginn der Durchführung setzt im schroffen Kontrast zum Ende der Exposition ein, indem das Tonwiederholungsmotiv mit dem Dreiklangsmotiv (vom Satzanfang) forte von a-Moll aus durch verschiedene Tonarten geführt (B-Dur, G-Dur, C-Dur, a-Moll, H-Dur) und dabei immer weiter reduziert wird. Weiterhin wird ab Takt 85 das Dreitonmotiv in verschiedenen Klangfarben und Instrumentierungen beleuchtet, inklusive solistischer Einlagen der Flöte. Anschließend (ab Takt 101) dominiert wieder das Tonwiederholungsmotiv, das zusammen mit der Vorschlagsfloskel aus Takt 43 kombiniert ist. Schließlich wird auch noch das Tonleitermotiv piano in harmonisch ferne Bereiche geführt: Die Tonleitern laufen sich auf Gis-Dur fest, wo der bisher fast durchlaufende Achtelimpuls abbricht. Anschließend hat Haydn eine über zwei Takte lange Generalpause gesetzt, bevor das Tonleitermotiv von E-Dur aus wieder einsetzt und den Repriseneintritt ab Takt 131 ankündigt. Diese Stelle (Führung ins harmonisch ferne Gis-Dur und lange Generalpause) wird in Besprechungen dieser Sinfonie oft hervorgehoben.
Die Reprise ist bis Takt 144 zunächst wie die Exposition strukturiert. Eine auffällige Abweichung ist die Gestaltung der Passage mit dem Dreitonmotiv (in der Variante mit Sexte) und einer Variante der Schlussfloskel vom Anfangsthema in Gegenbewegung über einem Orgelpunkt auf E (Takt 152 bis 156). Auch Durchführung und Reprise werden wiederholt.

### Zweiter Satz: Adagio
D-Dur, 3/4-Takt, 104 Takte
Die Streicher stellen zu Beginn mit klopfender Begleitung des Horns das feierlich-hymnusartige Thema vor. Es zeigt einen periodischen Aufbau aus zweitaktigen Bestandteilen. Die ersten drei Zweitakter sind zueinander ähnlich konstruiert, die Abschlussfloskel weist einen Doppelschlag auf. Anschließend wird das Thema wiederholt, wobei die solistische Flöte teils als Figuration, teils mit stimmführend beteiligt ist (Takt 9 bis 16). Ab Takt 16 setzt zunächst die solistische Oboe, anschließend das solistische Fagott mit einem neuen Doppelschlagmotiv ein – begleitet von kontinuierlich durchlaufenden gebrochenen Akkorden (Alberti-Bass) der 2. Violine. Diese gleichmäßige Bewegung in Sextolen wird dann von der 1. Violine als solistische Figur weitergeführt. Ab Takt 24 folgt das Anfangsthema als Variante in der Dominante A-Dur. Im ersten Zweitakter sind Flöte und 1. Violine, im zweiten die Oboen stimmführend. Der dritte Zweitakter führt deren Sekundmotiv fort. Das Doppelschlagmotiv geht nun über in eine energische Forte-Passage mit Unisono-Lauf und im Tremolo aufsteigender, chromatischer Linie. Die Exposition des Satzes wird von der Schlussgruppe mit solistischer Flöte und Oboen in A-Dur beendet und erinnert an die Kadenz eines Konzertes.
Die Durchführung (Takt 43 bis 55) führt die Variante des Themas mit dem Sekundmotiv weiter, wobei Haydn bis nach Fis-Dur wechselt. Bereits nach 13 Takten ist mit Eintritt des Themas entsprechend Takt 9 wieder die Tonika D-Dur und damit die Reprise erreicht. Der weitere Verlauf ist ähnlich dem der Exposition strukturiert. Die kadenzartige Schlussgruppe, die nun von den Oboen und der 1. Violine gespielt wird, ist mit ausführlichen, virtuosen Dreiklangsbrechungen der Holzbläser (Flöte, Oboen, Fagott) erweitert. Zum Schluss des Satzes tritt der Themenkopf im klangfarbenreichen Piano nochmals auf.
Sofern man eine Struktur angeben möchte, könnte der Satz auch als eine zweiteilige Form gesehen werden, indem die „Durchführung“ eine Variation des Satzanfangs darstellt. Innerhalb der beiden zwei Satzteile kann dann weiterhin eine dreiteilige Liedform (A-B-A´- Struktur) interpretiert werden.

„Es ist ein Satz mit schönen Themen und variierter und farbenprächtiger Instrumentierung, mit Passagen für solistische Holzbläser, die möglicherweise entworfen wurden, um dem Pariser Geschmack zu entsprechen.“

### Dritter Satz: Menuet
A-Dur, 3/4-Takt, mit Trio 72 Takte
Am Menuett ist überwiegend das ganze Orchester beteiligt. Das schwungvolle, galante und periodisch strukturierte Hauptthema ist durch Schleiferfloskeln mit Akzent im versetzten Einsatz zwischen Ober- und Unterstimmen gekennzeichnet. Auf den achttaktigen ersten Teil folgen im zweiten Teil 16 Takte Verarbeitung, acht Takte Reprise und zwölf Takte Coda mit Elementen des Hauptthemas.
Das Trio steht ebenfalls in A-Dur. Die solistische Oboe spielt eine einprägsame, „bukolisch-ländlerhaft“(e) Melodie über einer knappen Begleitung der Streicher.

### Vierter Satz: Finale. Vivace
A-Dur, 2/2-Takt (alla breve), 215 Takte

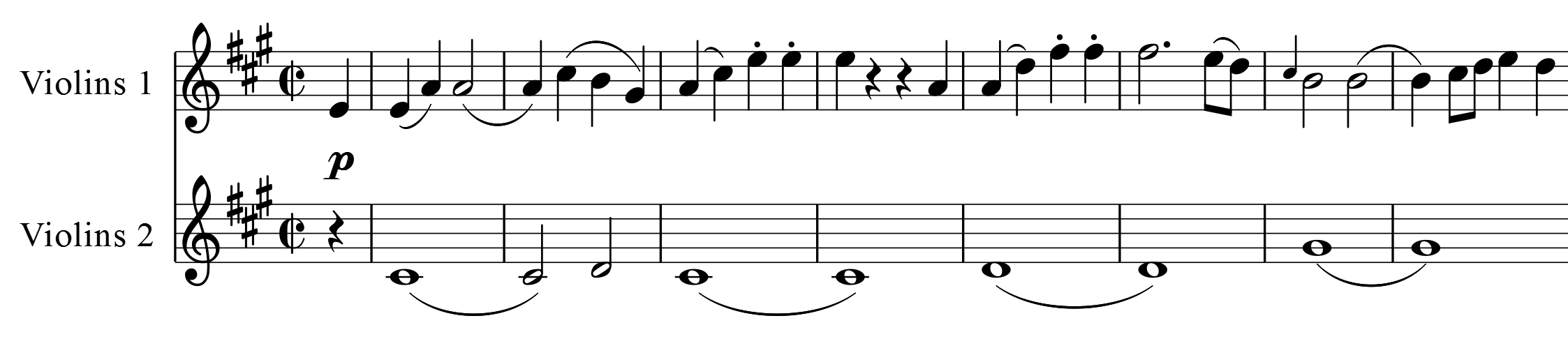
Beginn des Vivace

Die Streicher beginnen piano mit dem auftaktigen, vorwärtstreibenden Hauptthema. Das Thema enthält ein aufsteigendes Dreiklangsmotiv mit Tonrepetition, das für den weiteren Satzaufbau von Bedeutung ist (Takt 3 und 5, „Dreiklangsmotiv“). Auf das Thema folgt ab Takt 9 ein auskomponiertes Crescendo: Ein neues Motiv wird zunächst in den Streichern piano, dann forte wiederholt, schließlich folgen auch die übrigen Instrumente. Nach einer Fermate setzt das Hauptthema erneut ein, nun mit Beteiligung der Flöte an der Stimmführung und variierter Begleitung. Eine Forte-Passage des ganzen Orchesters mit energischem Tonwiederholungsmotiv führt zur Variante des Hauptthemas in der Dominanten E-Dur: Der Kopf des Themas (bis auf das Fagott ohne Bassbegleitung) entspricht dem vom Satzanfang, das weitere Material wird dann jedoch mit dem Dreiklangsmotiv im versetzten Einsatz bestritten. Virtuose Läufe der Violinen ab Takt 57 leiten zur Schlussgruppe, die durch ihr Motiv mit chromatischer Pendelbewegung und Tonrepetition sowie durch das Dreiklangsmotiv gekennzeichnet ist.
Die Durchführung führt nach anfänglicher, gestikulierender Unisono-Figur Varianten vom Hauptthema von fis-Moll über D-Dur nach E-Dur. Die thematischen Passagen sind jeweils piano für Streicher gehalten, beim Auftritt in D-Dur und E-Dur tritt eine gegenstimmenartige Figur in der 1. Violine hinzu. Dazwischen spielt das ganze Orchester Forte-Einlagen, die erste mit Synkopenbewegung, die zweite mit dem Dreiklangsmotiv im Bass. Auf den anschließenden, mehrstimmigen Abschnitt mit Material vom Hauptthema folgt eine ausführliche Forte-Passage mit Läufen, Tremolo und dem Dreiklangsmotiv. In Takt 156 ist nach einem Orgelpunkt auf E die Tonika A-Dur erreicht, allerdings überraschenderweise mit der Schlussgruppe (und nicht dem Hauptthema, wie es sonst üblich wäre zu Beginn einer Reprise). Nach weiteren langen, modulierenden Tremolofiguren kommt das musikalische Geschehen in Takt 192–193 mit zwei Fermaten zur Ruhe.
Auf diese Zäsur setzt – wie am Satzanfang – das Hauptthema in A-Dur ein. Dieser „Repriseneintritt“ ist jedoch ungewöhnlich kurz: Unmittelbar nach dem Thema beendet ein lärmendes Tutti den Satz. Auf die ungewöhnliche Form des Satzes wird auch in der Literatur hingewiesen:

„… das Finale von I:87 [ist] zwar in gewisser Hinsicht einfach, aber zugleich einer der merkwürdigsten Sonatensätze (…), die Haydn geschrieben hat: die thematische Substanz ist gering, das einzige Thema wird kein einziges Mal geschlossen präsentiert, sondern bricht ständig in lärmende Tutti-Durchführungsabschnitte um, die eigentliche Durchführung beleuchtet das Thema (wie im Kopfsatz, aber ausführlicher) auf hart nebeneinander gestellten tonalen Ebenen (fis, D, h, E), statt thematisch zu arbeiten – und die Reprise ist auf neun Takte Thema plus 12 Takte Kadenztutti reduziert. An die Stelle eines durch ausbalancierte Form gebändigten Satzes in den typischen Tonfällen und Techniken eines Finales tritt die permanente Turbulenz, nach deren Festlaufen in Septakkorden (T. 192f.) das endlich erscheinende Thema nur noch ein witziges apercu ist. Das Publikum, das sich schon über die Witze im Finale von Mozarts Pariser Symphonie so gefreut hatte, wird das apercu goutiert haben.“

„Auch das Finale der Sinfonie 87 beschränkt sich völlig auf das motivische Material, das mit dem Thema eingeführt und noch in der Exposition sofort ausgiebig verarbeitet wird: ein Seitenthema ist nicht vorhanden und ebensowenig eine regelgemäße Reprise. Nach einer überlangen Durchführung – sie nimmt mit 110 Takten mehr als die Hälfte des gesamten Satzes ein – erklingt der Vordersatz des Themas 22 Takte vor Schluß nach einer Fermatenpause erstmals wieder in der Grundtonart, und danach beschließt eine kurze Coda diesen sehr lebendigen, kraftvollen Satz.“